# Fahy-lès-Autrey
Fahy-lès-Autrey és un municipi francès situat al departament de l'Alt Saona i a la regió de Borgonya - Franc Comtat. L'any 2007 tenia 122 habitants.

## Demografia

### Població
El 2007 la població de fet de Fahy-lès-Autrey era de 122 persones. Hi havia 44 famílies, de les quals 12 eren unipersonals (4 homes vivint sols i 8 dones vivint soles), 8 parelles sense fills, 16 parelles amb fills i 8 famílies monoparentals amb fills.
La població ha evolucionat segons el següent gràfic:
Habitants censats

### Habitatges
El 2007 hi havia 56 habitatges, 44 eren l'habitatge principal de la família, 11 eren segones residències i 1 estava desocupat. 54 eren cases i 2 eren apartaments. Dels 44 habitatges principals, 38 estaven ocupats pels seus propietaris, 3 estaven llogats i ocupats pels llogaters i 3 estaven cedits a títol gratuït; 2 tenien dues cambres, 8 en tenien quatre i 34 en tenien cinc o més. 32 habitatges disposaven pel capbaix d'una plaça de pàrquing. A 20 habitatges hi havia un automòbil i a 18 n'hi havia dos o més.

### Piràmide de població
La piràmide de població per edats i sexe el 2009 era:
| Homes | Edats   | Dones |
| ----- | ------- | ----- |
| 0     | 95 o +  | 0     |
| 0     | 90 a 94 | 0     |
| 0     | 85 a 89 | 0     |
| 0     | 80 a 84 | 0     |
| 4     | 75 a 79 | 0     |
| 0     | 70 a 74 | 8     |
| 4     | 65 a 69 | 8     |
| 4     | 60 a 64 | 0     |
| 0     | 55 a 59 | 0     |
| 8     | 50 a 54 | 4     |
| 0     | 45 a 49 | 4     |
| 4     | 40 a 44 | 4     |
| 8     | 35 a 39 | 0     |
| 4     | 30 a 34 | 4     |
| 0     | 25 a 29 | 8     |
| 0     | 20 a 24 | 0     |
| 0     | 15 a 19 | 4     |
| 4     | 10 a 14 | 4     |
| 4     | 5 a 9   | 4     |
| 4     | 0 a 4   | 8     |

## Economia
El 2007 la població en edat de treballar era de 61 persones, 46 eren actives i 15 eren inactives. De les 46 persones actives 41 estaven ocupades (23 homes i 18 dones) i 5 estaven aturades (1 home i 4 dones). De les 15 persones inactives 3 estaven jubilades, 6 estaven estudiant i 6 estaven classificades com a «altres inactius».
Activitats econòmiques
Dels 3 establiments que hi havia el 2007, 1 era d'una empresa de fabricació d'altres productes industrials, 1 d'una empresa de construcció i 1 d'una empresa classificada com a «altres activitats de serveis».
L'únic servei als particulars que hi havia el 2009 era un electricista.
L'any 2000 a Fahy-lès-Autrey hi havia 11 explotacions agrícoles que ocupaven un total de 864 hectàrees.

## Poblacions més properes
El següent diagrama mostra les poblacions més properes.